# Темна спадщина
«Темна спадщина» (англ. Inheritance) — американський трилер від режисера Вона Стайна. У фільмі знялися Лілі Коллінз, Саймон Пегг, Конні Нільсен і Чейс Кроуфорд. 
Прем'єра стрічки відбулася в рамках кінофестивалю Трайбека 2020 року.

## Сюжет
Багатий і впливовий батько сімейства раптово помирає. Його дружина і дочка починають розбиратися в залишеній їм спадщині. Занурюючись у минуле батька, дівчина дізнається про заповіт, залишений для неї однієї. Однак вона не підозрює, що скоро зіткнеться з правдою, яка стане загрозою для всієї її сім'ї.

## В ролях
- Лілі Коллінз — Лорен Монро
- Саймон Пегг — Морган
- Конні Нільсен — Кетрін Монро
- Чейс Кроуфорд — Вільям Монро
- Марке Річардсон II — Скотт Монро
- Майкл Біч — Гарольд Тьюліс
- Патрік Ворбертон — Арчер Монро
- Кріс Генн — Томас Райндорф
- Хосе Херрера — детектив Еміліо Санчез
- Христина ДеРоса — Софія Фіоре
- Харрісон Стоун — Харві

## Виробництво
У листопаді 2018 року було оголошено, що Саймон Пегг і Кейт Мара приєдналися до акторського складу фільму, режисером якого призначено Вон Стайн, а сценаристом - Метью Кеннеді. Продюсувати картину взялися компанії Southpaw Entertainment, WulfPak Productions і Convergent Media.
У період з січня по березень 2019 року до касту приєдналися Конні Нільсен, Чейс Кроуфорд і Патрік Ворбертон, а Лілі Коллінз замінила Кейт Мару. У квітні 2019 року до акторського складу стрічки також приєднався Марке Річардсон II. 
Зйомки проходили з 25 лютого по 5 квітня 2019 року в Бірмінгемі і Мобілі, Алабама, США. 
Саймону Пеггу було потрібно 6 місяців, щоб фізично перевтілитися в свого персонажа: скинути 12 кг і довести рівень жиру в організмі до 8%. 

## Реліз
Прем'єра фільму відбулася в рамках кінофестивалю «Трайбека» 2020 року. Старт картини в кінотеатрах США запланований на 22 травня 2020 року. 

## Маркетинг
Офіційний оригінальний трейлер картини був опублікований в мережі компанією ONE Media 20 березня 2020 року. Його локалізована версія з'явилася в інтернеті 15 травня.